# بابا رحمان
بابا رحمان (انگلیسی: Baba Rahman؛ زادهٔ ۲ ژوئیهٔ ۱۹۹۴) بازیکن فوتبال اهل غنا است.
وی همچنین در تیم ملی فوتبال غنا بازی کرده‌است.